# Giulio Pontedera
Giulio Pontedera (Lonigo, perto de Vicenza, 1688 — 1757) foi um botânico italiano. Seu cognome deriva de uma cidade da província de Pisa denominada Pontedera.
Pontedera descobriu e classificou diversas espécies de plantas; a família botânica das  Pontederiaceae  foi-lhe dedicado.
Foi professor de botânica em Pádua e diretor do jardim botânico desta cidade.  Embora rejeitasse o sistema de classificação de Carl von Linné com quem mantinha correspondência, este lhe dedicou o gênero botânico Pontederia.